# بازل 3
بازل 3 (أو اتفاقية بازل الثالثة أو معايير بازل)(بالإنجليزية: Basel III) هي إطار تنظيمي عالمي طوعي بشأن كفاية رأس المال المصرفي واختبار الضغط ومخاطر سيولة السوق. تم تطوير هذه الدفعة الثالثة من اتفاقيات بازل (انظر بازل 1، بازل 2) استجابة لأوجه القصور في التنظيم المالي التي كشفت عنها الأزمة المالية في 2007-2008 . ويهدف إلى تعزيز متطلبات رأس المال المصرفي من خلال زيادة الحد الأدنى لمتطلبات رأس المال، وحيازات الأصول السائلة عالية الجودة، وتقليل الرافعة المالية للبنك.
تم الاتفاق على بازل 3 من قبل أعضاء لجنة بازل للرقابة المصرفية في نوفمبر 2010، وكان من المقرر تقديمها من 2013 حتى 2015 ؛ ومع ذلك، تم تمديد التنفيذ مرارًا وتكرارًا حتى 1 يناير 2022 ثم مرة أخرى حتى 1 يناير 2023، في أعقاب جائحة كوفيد-19.

## ملخص
يهدف معيار بازل 3 إلى تعزيز متطلبات معيار بازل الثاني بشأن الحد الأدنى لنسب رأس المال للبنك. بالإضافة إلى ذلك، فإنه يقدم متطلبات بشأن حيازات الأصول السائلة واستقرار التمويل، وبالتالي يسعى للتخفيف من مخاطر التهافت على البنك.

## المبادئ الرئيسية

### متطلبات رأس المال (CET1)
تتطلب قاعدة بازل 3 الأصلية من عام 2010 من البنوك تمويل نفسها بنسبة 4.5٪ من حقوق الملكية العادية من المستوى 1 (CET1) (أعلى من 2٪ في بازل 2) من الأصول المرجحة بالمخاطر (RWAs). منذ عام 2015، يجب الحفاظ على نسبة (CET1) بحد أدنى 4.5٪ في جميع الأوقات من قبل البنك. يتم حساب هذه النسبة على النحو التالي:
{\displaystyle {\frac {\mbox{CET1}}{\mbox{RWAs}}}\geq 4.5\%}
يزيد الحد الأدنى لرأس المال من المستوى 1 من 4٪ في بازل 2 إلى 6٪،  مطبق في 2015، على الأصول المرجحة بالمخاطر. تتكون هذه الـ 6٪ من 4.5٪ من (CET1)، بالإضافة إلى 1.5٪ إضافية من المستوى 1 الإضافي (AT1).
يتكون رأس مال (CET1) من حقوق المساهمين (بما في ذلك الأرباح المدققة)، ناقصًا خصومات الاحتياطي المحاسبي التي لا يعتقد أنها تمتص الخسائر «اليوم»، بما في ذلك الشهرة والأصول غير الملموسة الأخرى. لمنع احتمال الحساب المزدوج لرأس المال عبر الاقتصاد، يتم أيضًا خصم حيازات البنوك من أسهم البنوك الأخرى.
علاوة على ذلك، أدخلت اتفاقية بازل 3 محورين احتياطيين إضافيين لرأس المال:
- احتياطي إلزامي للحفاظ على رأس المال، يعادل 2.5٪ من الأصول المرجحة بالمخاطر.
- «حاجز تقديري لمواجهة التقلبات الدورية»، يسمح للجهات التنظيمية الوطنية بطلب ما يصل إلى 2.5٪ إضافية من رأس المال خلال فترات النمو الائتماني المرتفع. يتراوح مستوى هذا المخزن المؤقت بين 0٪ و 2.5٪ من الأصول المرجحة بالمخاطر ويجب أن يفي به رأس مال (CET1).

### نسبة الرافعة المالية
قدمت بازل 3 حد أدنى من «نسبة الرفع المالي». هذه نسبة رافعة مالية شفافة وبسيطة وغير قائمة على المخاطر ويتم حسابها عن طريق قسمة رأس المال من المستوى الأول على متوسط إجمالي الأصول الموحدة للبنك (مجموع التعرضات لجميع الأصول والبنود غير المدرجة في الميزانية العمومية). تعمل النسبة كخطوة خلفية لمقاييس رأس المال القائمة على المخاطر. من المتوقع أن تحافظ البنوك على نسبة رافعة تزيد عن 3٪ بموجب بازل 3.
{\displaystyle {\frac {\mbox{Tier 1 Capital}}{\mbox{Total exposure}}}\geq 3\%}
بالنسبة لمقرضي الرهن العقاري النموذجيين، الذين يضمنون أصولًا ذات ترجيح مخاطر منخفض، فإن نسبة الرافعة المالية غالبًا ما تكون بمقياس رأس المال الملزم.
في يوليو 2013، أعلن مجلس الاحتياطي الفيدرالي الأمريكي أن الحد الأدنى لنسبة الرافعة المالية لبازل 3 سيكون 6٪ لثمانية مؤسسات مالية ذات أهمية نظامية (SIFI) و 5٪ لشركات البنوك القابضة المؤمنة. في الاتحاد الأوروبي، بينما طُلب من البنوك الإفصاح عن نسبة الرافعة المالية منذ عام 2015، لم يتم تنفيذ مطلب ملزم بعد. تدير المملكة المتحدة نظام نسبة الرافعة المالية الخاص بها، مع الحد الأدنى من المتطلبات الملزمة للبنوك التي تزيد ودائعها عن 50 مليار جنيه استرليني بنسبة 3.25٪. يعكس هذا الحد الأدنى الأعلى لمعالجة النسب الرافعة المالية المختلفة، والتي تستثني احتياطيات البنك المركزي في «إجمالي التعرض» للحساب.

### متطلبات السيولة
قدمت بازل 3 نسبتي سيولة / تمويل مطلوبين.
- «نسبة تغطية السيولة»، التي تتطلب من البنوك الاحتفاظ بأصول سائلة كافية عالية الجودة لتغطية إجمالي التدفقات النقدية الصافية الخارجة على مدى 30 يومًا في ظل سيناريو مجهول. رياضيا يتم التعبير عنها على النحو التالي:

{\displaystyle LCR={\frac {\mbox{High quality liquid assets}}{\mbox{Total net liquidity outflows over 30 days}}}\geq 100\%}
- تتطلب نسبة صافي التمويل المستقر من البنوك الاحتفاظ بتمويل ثابت كافٍ لتجاوز المبلغ المطلوب للتمويل المستقر على مدى عام واحد من الإجهاد الممتد.[11]

#### النسخة الأمريكية من متطلبات نسبة تغطية السيولة لاتفاقية بازل
في 24 أكتوبر 2013، وافق مجلس محافظي الاحتياطي الفيدرالي على اقتراح مشترك بين الوكالات لإصدار الولايات المتحدة من نسبة تغطية السيولة (LCR) للجنة بازل بشأن الإشراف المصرفي (BCBS). ستنطبق النسبة على بعض المؤسسات المصرفية الأمريكية وغيرها من المؤسسات المالية المهمة على مستوى النظام. أغلقت فترة التعليق على الاقتراح في 31 يناير 2014.
جاء اقتراح نسبة تغطية السيولة في الولايات المتحدة أكثر صرامة من نسخة لجنة بازل بشأن الإشراف المصرفي، خاصة بالنسبة للشركات القابضة للبنوك الأكبر. يتطلب الاقتراح من المؤسسات المالية والشركات المالية غير المصرفية المصنفة من قبل مجلس مراقبة الاستقرار المالي أن يكون لديها مخزون كاف من الأصول السائلة عالية الجودة (HQLA) التي يمكن تصفيتها بسرعة لتلبية احتياجات السيولة على مدى فترة زمنية قصيرة.
يتكون اقتراح نسبة تغطية السيولة من جزأين: البسط هو قيمة الأصول السائلة عالية الجودة، ويتكون المقام من إجمالي التدفقات النقدية الصافية الخارجة خلال فترة ضغوط محددة (إجمالي التدفقات النقدية المتوقعة مطروحًا منها إجمالي التدفقات النقدية المتوقعة).
تنطبق نسبة تغطية السيولة على العمليات المصرفية الأمريكية بأصول تزيد عن 10 مليارات دولار. سيتطلب الاقتراح:
- الشركات القابضة للبنوك الكبرى (BHC) - تلك التي لديها أكثر من 250 مليار دولار من الأصول الموحدة، أو أكثر من التعرض الأجنبي في الميزانية العمومية، والمؤسسات المالية غير المصرفية الهامة على مستوى النظام؛ [14] للاحتفاظ بما يكفي من الأصول السائلة عالية الجودة لتغطية 30 يومًا من التدفق النقدي الصافي. سيتم تحديد هذا المبلغ بناءً على المبلغ التراكمي الأقصى خلال فترة 30 يومًا.[12]
- ستخضع الشركات الإقليمية (تلك التي لديها أصول تتراوح بين 50 و 250 مليار دولار) لـ نسبة تغطية السيولة «المعدل» على مستوى الشركات القابضة للبنوك الكبرى فقط. يتطلب قانون نسبة تغطية السيولة المعدل من الشركات الإقليمية الاحتفاظ بما يكفي من الأصول السائلة عالية الجودة لتغطية 21 يومًا من التدفق النقدي الصافي. معلمات التدفق النقدي الصافي هي 70٪ من تلك المطبقة على المؤسسات الأكبر ولا تتضمن متطلبات حساب ذروة التدفقات الخارجة التراكمية.[15]
- وستظل مصارف المباني العالية الأصغر، التي تقل قيمتها عن 50 مليار دولار، خاضعة لإطار الإشراف النوعي السائد.[16]

يقسم اقتراح الولايات المتحدة للأصول السائلة عالية الجودة المؤهلة إلى ثلاث فئات محددة (المستوى 1 والمستوى 2 أ والمستوى 2 ب). عبر الفئات، لا يمكن أن تتجاوز مجموعة أصول المستوى 2 أ و 2 بنسبة 40٪ من الأصول السائلة عالية الجودة مع أصول 2 ب محدودة بحد أقصى 15٪ من الأصول السائلة عالية الجودة.
- يمثل المستوى 1 الأصول عالية السيولة (بشكل عام تلك التي تم ترجيح مخاطرها بنسبة 0٪ بموجب نهج بازل 3 المعياري لرأس المال) ولا تخضع للحسم. والجدير بالذكر أن بنك الاحتياطي الفيدرالي اختار عدم إدراج الأوراق المالية الصادرة عن GSE في المستوى 1، على الرغم من ضغوط الصناعة، على أساس أنها غير مضمونة «بالإيمان والائتمان الكاملين» من حكومة الولايات المتحدة.
- تشتمل أصول المستوى 2 أ بشكل عام على الأصول التي قد تخضع لوزن مخاطر بنسبة 20٪ بموجب بازل 3 وتشمل الأصول مثل الأوراق المالية الصادرة عن GSE والمضمونة. ستخضع هذه الأصول لقص الشعر بنسبة 15٪ وهو مشابه لمعاملة هذه الأوراق المالية بموجب إصدار لجنة بازل بشأن الإشراف المصرفي.
- تشتمل الأصول من المستوى 2 ب على ديون الشركات والأوراق المالية للأسهم وتخضع لخصم بنسبة 50٪. يتعامل الإصداران للجنة بازل بشأن الإشراف المصرفي ويو إس مع الأسهم بطريقة مماثلة، ولكن يتم تقسيم ديون الشركات بموجب إصدار لجنة بازل بشأن الإشراف المصرفي بين 2 أ و 2 ب بناءً على التصنيفات الائتمانية العامة، على عكس اقتراح الولايات المتحدة. هذه المعالجة لسندات ديون الشركات هي التأثير المباشر لقانون دود-فرانك 939، الذي أزال الإشارات إلى التصنيفات الائتمانية، وأثبت كذلك التحيز المتحفظ لنهج المنظمين الأمريكيين تجاه قانون السيولة النقدية.

يتطلب الاقتراح أن يكون نسبة تغطية السيولة مساويًا على الأقل أو أكبر من 1.0 ويتضمن فترة انتقالية متعددة السنوات تتطلب: امتثال بنسبة 80٪ اعتبارًا من 1 يناير 2015، وامتثال 90٪ بدءًا من 1 يناير 2016، وامتثالًا بنسبة 100٪ بدءًا من 1 يناير 2017.
أخيرًا، يتطلب الاقتراح كلاً من مجموعتي الشركات (الشركات القابضة للبنوك الكبيرة والشركات الإقليمية) الخاضعة لمتطلبات نسبة تغطية السيولة تقديم خطط العلاج إلى المنظمين الأمريكيين لمعالجة الإجراءات التي سيتم اتخاذها إذا انخفض نسبة تغطية السيولة إلى أقل من 100 ٪ لمدة ثلاثة أيام متتالية أو أكثر.

## التنفيذ

### ملخص التغييرات المقترحة أصلاً (2010) بلغة لجنة بازل
- أولاً، سيتم رفع جودة واتساق وشفافية قاعدة رأس المال.
  - رأس المال من المستوى 1: يجب أن يكون الشكل السائد لرأس المال من المستوى 1 هو الأسهم العادية والأرباح المحتجزة. يخضع هذا للخصم التحوطي، بما في ذلك الشهرة والأصول غير الملموسة.
  - رأس المال من المستوى 2 : رأس المال التكميلي، ومع ذلك، سيتم تنسيق الأدوات.
  - سيتم إلغاء الطبقة الثالثة من رأس المال.[18]
- ثانيًا، سيتم تعزيز تغطية المخاطر في إطار رأس المال.
  - تعزيز الإدارة الأكثر تكاملاً لمخاطر الائتمان الخاصة بالسوق والطرف المقابل
  - أضف تعديل تقييم الائتمان - خطر بسبب تدهور التصنيف الائتماني للطرف المقابل
  - تقوية متطلبات رأس المال لمخاطر الائتمان للطرف المقابل الناشئة عن معاملات البنوك المشتقة وإعادة الشراء وتمويل الأوراق المالية
  - رفع المخازن المؤقتة لرأس المال لدعم هذه التعرضات
  - تقليل المسايرة الدورية و
  - تقديم حوافز إضافية لنقل عقود المشتقات خارج البورصة إلى الأطراف المقابلة المركزية المؤهلة (ربما غرف المقاصة). حاليًا، صرحت لجنة بازل بشأن الإشراف المصرفي أن المشتقات التي تمت مقاصتها باستخدام QCCP سيتم ترجيح مخاطرها بنسبة 2٪ (لم يتم الانتهاء من القاعدة بعد في الولايات المتحدة.)
  - تقديم حوافز لتقوية إدارة مخاطر التعرض لمخاطر الائتمان للطرف المقابل
  - رفع معايير إدارة مخاطر الائتمان للطرف المقابل من خلال تضمين مخاطر الطريق الخاطئ
- ثالثًا، سيتم تقديم نسبة الرافعة المالية كإجراء تكميلي لإطار عمل بازل الثاني القائم على المخاطر.
  - تهدف إلى تحقيق الأهداف التالية:
    - ضع أرضية تحت تنامي الرافعة المالية في القطاع المصرفي
    - تقديم ضمانات إضافية ضد مخاطر النموذج وخطأ القياس من خلال استكمال القياس القائم على المخاطر بمقياس أبسط يعتمد على إجمالي التعرضات.
- رابعًا، يتم تقديم سلسلة من التدابير لتعزيز تراكم احتياطيات رأس المال في الأوقات الجيدة والتي يمكن الاعتماد عليها في فترات الإجهاد («الحد من مسايرة التقلبات الدورية وتعزيز معوقات التقلبات الدورية»).
  - تدابير لمعالجة مسايرة التقلبات الدورية:
    - تقليل التقلبات الدورية الزائدة لمتطلبات الحد الأدنى لرأس المال؛
    - تعزيز المزيد من الأحكام التطلعية؛
    - الحفاظ على رأس المال لبناء مصدات في البنوك الفردية والقطاع المصرفي يمكن استخدامها في الإجهاد؛ و

  - تحقيق الهدف الاحترازي الكلي الأوسع نطاقاً المتمثل في حماية القطاع المصرفي من فترات النمو الائتماني الزائد.
    - متطلبات استخدام آفاق البيانات طويلة الأجل لتقدير احتمالات التخلف عن السداد،
    - أن تصبح تقديرات الخسائر الناتجة عن التخلف عن السداد، الموصى بها في اتفاقية بازل الثانية، إلزامية
    - معايرة محسنة لوظائف المخاطر، والتي تحول تقديرات الخسائر إلى متطلبات رأس المال التنظيمية.
    - يجب على البنوك إجراء اختبارات الإجهاد التي تشمل توسيع هوامش الائتمان في سيناريوهات الركود.

  - تعزيز ممارسات التزويد الأقوى (التزويد التطلعي):
    - الدعوة إلى تغيير المعايير المحاسبية نحو نهج الخسارة المتوقعة (عادةً، مبلغ EL : = LGD * PD * EAD).[19]
- خامسًا، تم تقديم معيار عالمي للحد الأدنى من السيولة للبنوك النشطة دوليًا والذي يتضمن شرط نسبة تغطية السيولة لمدة 30 يومًا مدعومًا بنسبة سيولة هيكلية طويلة الأجل تسمى نسبة صافي التمويل المستقر. (في يناير 2012، أصدرت لجنة الإشراف التابعة للجنة بازل للرقابة المصرفية بيانًا قالت فيه إن المنظمين سيسمحون للبنوك بالانخفاض إلى ما دون مستويات السيولة المطلوبة، أي نسبة تغطية السيولة، خلال فترات الإجهاد.[20])
- تقوم اللجنة أيضًا بمراجعة الحاجة إلى رأس مال إضافي أو سيولة أو إجراءات إشرافية أخرى لتقليل العوامل الخارجية التي أنشأتها المؤسسات المهمة على مستوى النظام.

اعتبارًا من سبتمبر 2010، طلبت معايير بازل 3 المقترحة النسب على النحو التالي: 7-9.5٪ (4.5٪ + 2.5٪ (المخزن المؤقت للحفظ) + 0-2.5٪ (المخزن المؤقت الموسمي)) للأسهم المشتركة و 8.5-11٪ من المستوى الأول لرأس المال و 10.5-13٪ من إجمالي رأس المال.
في 15 أبريل 2014، أصدرت لجنة بازل للرقابة المصرفية (BCBS) النسخة النهائية من «الإطار الإشرافي لقياس ومراقبة التعرضات الكبيرة» (SFLE) الذي يعتمد على إرشادات لجنة بازل بشأن الإشراف المصرفي طويلة الأمد بشأن تركيزات التعرض للائتمان.
في 3 سبتمبر 2014، أصدرت الوكالات المصرفية الأمريكية (الاحتياطي الفيدرالي، ومكتب المراقب المالي للعملة، والمؤسسة الفيدرالية للتأمين على الودائع) القاعدة النهائية لتطبيق نسبة تغطية السيولة (LCR). نسبة تغطية السيولة هو مقياس سيولة قصير الأجل يهدف إلى ضمان احتفاظ المؤسسات المصرفية بمجموعة كافية من الأصول السائلة لتغطية التدفقات النقدية الصافية الخارجة على مدى فترة ضغوط تبلغ 30 يومًا.
في 11 مارس 2016، أصدرت لجنة بازل للرقابة المصرفية الاقتراح الثاني من ثلاثة مقترحات بشأن الإفصاح العام عن المقاييس التنظيمية والبيانات النوعية من قبل المؤسسات المصرفية. يتطلب الاقتراح أن تكون الإفصاحات حول مخاطر السوق أكثر دقة لكل من النهج الموحد والموافقة التنظيمية للنماذج الداخلية.

### التنفيذ الأمريكي
أعلن مجلس الاحتياطي الفيدرالي الأمريكي في ديسمبر 2011 أنه سينفذ بشكل كبير جميع قواعد بازل 3. ولخصها على النحو التالي، وأوضح أنها لن تنطبق فقط على البنوك ولكن أيضًا على جميع المؤسسات التي تزيد أصولها عن 50 مليار دولار أمريكي:
- «متطلبات رأس المال والرافعة المالية المستندة إلى المخاطر» بما في ذلك خطط رأس المال السنوية الأولى، وإجراء اختبارات الإجهاد، وكفاية رأس المال «بما في ذلك نسبة رأس المال المشتركة القائمة على المخاطر من المستوى الأول والتي تزيد عن 5 في المائة، في ظل كل من الظروف المتوقعة والشديدة» - انظر تحليل السيناريو على هذه. رسم إضافي لرأس المال على أساس المخاطر
- سيولة السوق، بناءً على توجيهات إدارة مخاطر السيولة المشتركة بين الوكالات الأمريكية الصادرة في مارس 2010 والتي تتطلب اختبارات ضغط السيولة وتعيين حدود كمية داخلية، ثم الانتقال لاحقًا إلى نظام بازل 3 الكامل - انظر أدناه .
- سيجري مجلس الاحتياطي الفيدرالي نفسه اختبارات سنويًا «باستخدام ثلاثة سيناريوهات اقتصادية ومالية للأسواق». سيتم تشجيع المؤسسات على استخدام خمسة سيناريوهات على الأقل تعكس الأحداث غير المحتملة، وخاصة تلك التي تعتبرها الإدارة مستحيلة، ولكن لا توجد معايير تنطبق حتى الآن على السيناريوهات المتطرفة. فقط ملخص للسيناريوهات الثلاثة الرسمية لمجلس الاحتياطي الفيدرالي «بما في ذلك المعلومات الخاصة بالشركة، سيتم الإعلان عنها» ولكن يجب تشغيل واحد أو أكثر من اختبارات الإجهاد الداخلية التي تديرها الشركة كل عام مع نشر الملخصات.
- حدود الائتمان للطرف المقابل الواحد لخفض «التعرض الائتماني لشركة مالية مغطاة لطرف مقابل واحد كنسبة مئوية من رأس المال التنظيمي للشركة. سيخضع التعرض الائتماني بين أكبر الشركات المالية لحد أكثر صرامة».
- «متطلبات العلاج المبكر» لضمان «معالجة نقاط الضعف المالية في مرحلة مبكرة». سيقترح مجلس الإدارة في عام 2012 واحدًا أو أكثر من «محفزات الإصلاح - مثل مستويات رأس المال ونتائج اختبار الإجهاد ونقاط ضعف إدارة المخاطر - والتي تمت معايرتها لتكون استشرافية». «قد تختلف الإجراءات المطلوبة بناءً على خطورة الموقف، ولكن يمكن أن تشمل قيودًا على النمو، وتوزيعات رأس المال، وتعويضات التنفيذيين، فضلاً عن زيادة رأس المال أو مبيعات الأصول».[26]
- في أبريل 2020، استجابةً لوباء كوفيد-19، أعلن الاحتياطي الفيدرالي عن تخفيض مؤقت في نسبة الرافعة المالية التكميلية (تنطبق على المؤسسات المالية التي تزيد عن 250 دولارًا) مليار في الأصول المجمعة) من 3٪ إلى 2٪، ساري المفعول حتى 31 مارس 2021.[27][28][29] في 19 مارس 2021، أعلن مجلس الاحتياطي الفيدرالي أنه لن يتم تجديد الإغاثة الطارئة لمدة عام في نهاية الشهر.[30]

اعتبارًا من يناير 2014، كانت الولايات المتحدة على المسار الصحيح لتنفيذ العديد من قواعد بازل 3، على الرغم من الاختلافات في متطلبات النسبة والحسابات.

### التنفيذ الأوروبي
كان قانون تنفيذ اتفاقيات بازل 3 في الاتحاد الأوروبي هو الحزمة التشريعية الجديدة التي تضم لائحة متطلبات رأس المال والتوجيه (2013/36 / EU (CRD IV)، (EU) 575/2013) بشأن المتطلبات الاحترازية لمؤسسات الائتمان وشركات الاستثمار (CRR).
الحزمة الجديدة، التي تمت الموافقة عليها في 2013، حلت محل توجيهات متطلبات رأس المال (2006/48 و 2006/49).
في 7 ديسمبر 2017، أعلن رئيس البنك المركزي الأوروبي ماريو دراجي أنه بالنسبة لبنوك الاتحاد الأوروبي، فإن إصلاحات بازل 3 قد اكتملت.

### المعالم الرئيسية

#### متطلبات رأس المال
| تاريخ | الإنجاز: متطلبات رأس المال                                                               |
| ----- | ---------------------------------------------------------------------------------------- |
| 2014  | الحد الأدنى لمتطلبات رأس المال: بدء التدرج التدريجي لمتطلبات الحد الأدنى لرأس المال.     |
| 2015  | الحد الأدنى لمتطلبات رأس المال: يتم تنفيذ متطلبات الحد الأدنى الأعلى لرأس المال بالكامل. |
| 2016  | المخزن المؤقت للحفظ: بدء التدرج التدريجي لمخزن الحفظ المؤقت.                             |
| 2019  | المخزن المؤقت للحفظ: تم تنفيذ المخزن المؤقت للحفظ بالكامل.                               |

#### نسبة الرافعة المالية
| تاريخ | الإنجاز: نسبة الرافعة المالية                                                                                      |
| ----- | --- |
| 2011  | المراقبة الإشرافية: تطوير قوالب لتتبع نسبة الرافعة المالية والمكونات الأساسية.                                     |
| 2013  | التشغيل المتوازي I: سيتم تتبع نسبة الرافعة المالية ومكوناتها من قبل المشرفين ولكن لن يتم الكشف عنها وليست إلزامية. |
| 2015  | المدى الموازي II: سيتم تتبع نسبة الرافعة المالية ومكوناتها والكشف عنها ولكن ليس إلزاميًا.                           |
| 2017  | التعديلات النهائية: بناءً على نتائج فترة التشغيل الموازي، أي تعديلات نهائية على نسبة الرافعة المالية.               |
| 2018  | متطلب إلزامي: ستصبح نسبة الرافعة المالية جزءًا إلزاميًا من متطلبات بازل 3.                                           |

#### متطلبات السيولة
| تاريخ | الإنجاز: متطلبات السيولة |
| ----- | --- |
| 2011  | فترة المراقبة: تطوير النماذج والرقابة الإشرافية على نسب السيولة. |
| 2015  | تقديم نسبة تغطية السيولة: التقديم الأولي لنسبة تغطية السيولة (LCR)، بمتطلب 60٪. سيزداد هذا بمقدار عشر نقاط مئوية كل عام حتى عام 2019. في الاتحاد الأوروبي، سيتم الوصول إلى 100٪ في عام 2018. |
| 2018  | مقدمة من نسبة صافي التمويل المستقر: إدخال نسبة صافي التمويل المستقر (NSFR). |
| 2019  | تدخل نسبة تغطية السيولة حيز التنفيذ الكامل: من المتوقع بنسبة 100٪ من تغطية السيولة. |

## تحليل تأثير بازل 3
أدى ارتفاع متطلبات رأس المال في الولايات المتحدة إلى تقلصات في العمليات التجارية وعدد الموظفين المعينين في قاعات التداول.

### تأثير الاقتصاد الكلي
قدرت دراسة لمنظمة التعاون الاقتصادي والتنمية، صدرت في 17 فبراير 2011، أن التأثير متوسط المدى لتنفيذ بازل 3 على نمو الناتج المحلي الإجمالي سيكون في نطاق 0.05٪ إلى 0.15٪ سنويًا. سيتأثر الناتج الاقتصادي بشكل أساسي بزيادة هوامش الإقراض المصرفي، حيث تمرر البنوك زيادة في تكاليف التمويل المصرفي، بسبب متطلبات رأس المال المرتفعة، لعملائها. لتلبية متطلبات رأس المال التي كانت سارية في عام 2015، قدرت البنوك زيادة هوامش الإقراض في المتوسط بنحو 15 نقطة أساس. يمكن لمتطلبات رأس المال السارية اعتبارًا من عام 2019 (7٪ لنسبة حقوق الملكية العادية، و 8.5٪ لنسبة رأس المال من المستوى 1) أن تزيد هوامش الإقراض المصرفي بحوالي 50 نقطة أساس.  تفترض التأثيرات المقدرة على نمو الناتج المحلي الإجمالي عدم وجود استجابة نشطة من السياسة النقدية. إلى الحد الذي لن تكون فيه السياسة النقدية مقيدة بالحد الأدنى الصفري، يمكن تعويض تأثير بازل 3 على الناتج الاقتصادي عن طريق خفض (أو زيادة متأخرة) في معدلات السياسة النقدية بحوالي 30 إلى 80 نقطة أساس.
كما تم انتقاد بازل 3 لأنه يؤثر سلبًا على استقرار النظام المالي من خلال زيادة حوافز البنوك للتلاعب بالإطار التنظيمي.

### نقد
جادلت مؤسسات الفكر والرأي مثل المجلس العالمي للمعاشات التقاعدية بأن اتفاقية بازل 3 تعتمد فقط على قاعدة بازل II التنظيمية الحالية وتوسعها بشكل أكبر دون التشكيك بشكل أساسي في مبادئها الأساسية، ولا سيما الاعتماد المتزايد باستمرار على التقييمات الموحدة «لمخاطر الائتمان» التي تسوقها شركتان من القطاع الخاص. وكالات خدمة المستثمرين من وكالة موديز وستاندرد آند بورز، وبالتالي استخدام السياسة العامة لتعزيز الممارسات الاحتكارية المناهضة للمنافسة.  يُنظر إلى التصنيفات الائتمانية المتضاربة وغير الموثوقة لهذه الوكالات عمومًا على أنها مساهم رئيسي في فقاعة الإسكان في الولايات المتحدة. انتقد الأكاديميون بازل 3 لاستمراره في السماح للبنوك الكبيرة بحساب مخاطر الائتمان باستخدام النماذج الداخلية ولتحديد متطلبات الحد الأدنى لرأس المال بشكل عام منخفضة للغاية.
كما تم انتقاد المعاملة المبهمة لجميع عقود المشتقات. في حين أن المؤسسات لديها العديد من الأسباب المشروعة («التحوط»، «التأمين») للحد من المخاطر للتعامل في المشتقات، فإن اتفاقية بازل 3 تتفق على ما يلي:
- معاملة مشتري وبائعي التأمين على قدم المساواة على الرغم من أن البائعين يتحملون مخاطر أكثر تركيزًا (يشتريهم حرفياً) والتي يُتوقع منهم بعد ذلك تعويضها بشكل صحيح دون تنظيم.
- لا تطلب من المنظمات التحقيق في الارتباطات بين جميع المخاطر الداخلية التي تمتلكها.
- لا تفرض ضرائب على المؤسسات أو تفرض رسومًا عليها مقابل التخارج المنتظم أو العدواني أو التسويق المتضارب للمخاطر - بخلاف طلب تفكيك المشتقات بشكل منظم في أزمة والاحتفاظ بسجلات أكثر صرامة.

نظرًا لأن المشتقات تقدم مجاهيل رئيسية في أزمة ما، فقد اعتبر بعض النقاد هذه إخفاقات رئيسية  مما تسبب في ادعاء الكثيرين أن حالة «أكبر من أن تفشل» لا تزال قائمة فيما يتعلق بتجار المشتقات الرئيسيين الذين تحملوا مخاطر وقوع حدث فعلوه بقوة. لا أعتقد أنه سيحدث - لكنه فعل. نظرًا لأن بازل 3 لا تتطلب مطلقًا السيناريوهات المتطرفة التي ترفض الإدارة رفضًا قاطعًا إدراجها في اختبار الضغط، فإن هذا يظل ثغرة أمنية. ومع ذلك، فإن المراجعة والنمذجة الخارجية الموحدة هي قضية مقترح معالجتها في بازل 4.
يجادل عدد قليل من النقاد بأن تنظيم الرسملة غير مثمر بطبيعته بسبب هذه المشاكل وما شابهها - وعلى الرغم من وجهة نظر أيديولوجية معاكسة للتنظيم - يتفقون على أن «أكبر من أن يفشل» لا يزال قائماً.
تعرضت بازل 3 لانتقادات مماثلة بسبب العبء الورقي لها ومنع المخاطر من قبل البنوك، المنظمة في معهد التمويل الدولي، وهو اتحاد دولي للبنوك العالمية مقره في واشنطن العاصمة، والذي يجادل بأنه من شأنه «الإضرار» بأعمالهم والاقتصاد العام. نمو. كما تم انتقاد بازل 3 لأنه يؤثر سلبًا على استقرار النظام المالي من خلال زيادة حوافز البنوك للتلاعب بالإطار التنظيمي. أعربت جمعية المصرفيين الأمريكيين،  البنوك المجتمعية المنظمة في مجتمع المصرفيين المستقلين في أمريكا، وآخرون عن معارضتهم لاتفاقية بازل 3 في تعليقاتهم إلى المؤسسة الفيدرالية لتأمين الودائع،  قائلين إن مقترحات بازل 3، في حالة تنفيذها، سوف تلحق الضرر بالبنوك الصغيرة من خلال زيادة «حيازاتها الرأسمالية بشكل كبير على قروض الرهن العقاري وقروض الأعمال الصغيرة».
جادل وزير العمل الأمريكي السابق وأستاذ الاقتصاد بجامعة كاليفورنيا، بيركلي روبرت رايش، بأن بازل 3 لم تذهب بعيدًا بما يكفي لتنظيم البنوك، حيث كان يعتقد أن التنظيم غير الكافي كان سببًا للأزمة المالية العالمية  ولا تزال مشكلة عالقة على الرغم من خطورة تأثير الركود العظيم. في عام 2019، انتقد المستثمر الأمريكي مايكل بيري بازل 3 لما وصفه بأنه «إزالة أكثر أو أقل لاكتشاف الأسعار من أسواق الائتمان، مما يعني أن المخاطر لم تعد لديها آلية تسعير دقيقة في أسعار الفائدة بعد الآن.» 
قبل سن اتفاقية بازل 3 في عام 2011، جادل معهد التمويل الدولي (IIF، وهو اتحاد تجاري مصرفي مقره واشنطن العاصمة ويتألف من 450 عضوًا)، ضد تنفيذ الاتفاقات، مدعيا أنها ستضر بالبنوك والنمو الاقتصادي. جمعية المصرفيين الأمريكيين،  البنوك المجتمعية المنظمة في مجتمع المصرفيين المستقلين في أمريكا، وبعض الديمقراطيين الأكثر ليبرالية في الكونجرس الأمريكي، بما في ذلك وفد الكونجرس في ماريلاند بأكمله مع الديمقراطيين. كاردان وميكولسكي ونائبه. أعرب فان هولين وكومينجز عن معارضتهما لبازل 3 في تعليقاتهما المقدمة إلى مؤسسة التأمين الفيدرالية (FDIC)،  قائلين إن مقترحات بازل 3، في حالة تنفيذها، ستضر البنوك الصغيرة من خلال زيادة «حيازاتها الرأسمالية بشكل كبير على القروض العقارية وقروض الأعمال الصغيرة.» 
في 6 يناير 2013، فاز القطاع المصرفي العالمي بتيسير كبير لقواعد بازل 3، عندما مددت لجنة بازل للرقابة المصرفية ليس فقط جدول التنفيذ حتى عام 2019، بل وسعت تعريف الأصول السائلة. في ديسمبر 2017، قامت هيئة الرقابة التابعة للجنة بازل، وهي مجموعة محافظي البنك المركزي ورؤساء الإشراف (GHOS)، بتمديد تنفيذ متطلبات رأس المال مرة أخرى حتى عام 2022. في مارس 2020، تم تمديد تطبيق معايير بازل 3 مرة أخرى، مع نُهج موحدة منقحة لمخاطر الائتمان، وإطار عمل المخاطر التشغيلية، وإطار مخاطر السوق، بالإضافة إلى إطار عمل إفصاح الركيزة 3 المنقح، وجميعها ممتدة حتى 1 يناير 2023، مع تنفيذ «الترتيبات الانتقالية المصاحبة لأرضية المخرجات»، حتى 1 يناير 2028.

## روابط خارجية
- قواعد رأس المال بازل 3.
- قواعد السيولة الخاصة باتفاقية بازل 3.
- إدارة البنك والتحكم فيه، سبرينغر ناتشر- الإدارة للمحترفين، 2020.
- تنفيذ الولايات المتحدة لخدمة أبحاث الكونجرس للإطار التنظيمي لبازل كابيتال.
- رسوم مخاطر المنتجات المورقة: تجاوز معايير الضمان الاجتماعي.
- بازل 3 في الهند.
- كيف تؤثر اتفاقية بازل 3 على قدرة الاقتراض للشركات الصغيرة والمتوسطة.